# Riego de la Vega (kommunhuvudort)
Riego de la Vega är en kommunhuvudort i Spanien.   Den ligger i provinsen Provincia de León och regionen Kastilien och Leon, i den nordvästra delen av landet, 290 km nordväst om huvudstaden Madrid. Riego de la Vega ligger 807 meter över havet och antalet invånare är 993.
Terrängen runt Riego de la Vega är platt. Runt Riego de la Vega är det ganska glesbefolkat, med 42 invånare per kvadratkilometer. Närmaste större samhälle är Astorga, 9,7 km nordväst om Riego de la Vega. Trakten runt Riego de la Vega består till största delen av jordbruksmark.